# Sabine Hazboun
Sabine Hazboun (11 de junio de 1994, Belén, Palestina) es una nadadora palestina. Compitió en 50 metros libres femeninos en los Juegos Olímpicos de 2012 en Londres, terminando con una mejor marca personal de 28,28 segundos en el lugar 51 en las eliminatorias. Sin una piscina de competición disponible en Palestina, ella y sus compatriotas Yara Dowani y Ahmed Gebrel tuvieron que entrenar en Barcelona, España.